# Гліник-Гурни
Гліник-Гурни (пол. Glinik Górny) — село в Польщі, у гміні Фриштак Стрижівського повіту Підкарпатського воєводства.
Населення — 898 осіб (2011).
У 1975-1998 роках село належало до Ряшівського воєводства.

## Демографія
Демографічна структура станом на 31 березня 2011 року:
|          | Загалом | Допрацездатний вік | Працездатний вік | Постпрацездатний вік |
| -------- | ------- | ------------------ | ---------------- | -------------------- |
| Чоловіки | 457     | 121                | 293              | 43                   |
| Жінки    | 441     | 104                | 239              | 98                   |
| Разом    | 898     | 225                | 532              | 141                  |